# Anna Klein-Svensson
Anna Klein-Svensson, född 25 februari 1919 i Stocksund, död 16 september 1987 i Stockholm, var en svensk målare, tecknare och keramiker.
Hon var dotter till museiintendent Ernst Klein och Olga Bodelker och från 1944 gift med Karl Erik Svensson. Hon studerade vid Otte Skölds målarskola och vid Kungliga Konsthögskolan i Stockholm 1941–1946. Hon var därefter verksam som keramiker och bildkonstnär innan hon anställdes som lärare vid Nyckelviksskolan i Stockholm 1959. För att förkovra sig genomförde hon några studieresor till Paris och Leningrad. Hon tilldelades ett stipendium ur Kungafonden 1958. Hon deltog i en utställning på Studio Pegasus i Stockholm 1953 och i en grupputställning på Färg och Form 1959. Hon medverkade i Östgöta konstförenings vårsalonger i Linköping. Hennes konst består av stilleben och figurer. Som tecknare och illustratör medverkade hon i Röster i radio med en tecknad barnserie. Klein-Svensson är representerad vid Moderna museet i Stockholm.